# خسوف القمر يوليو 2009
| خسوف القمر Penumbral 7 يوليو 2009                                                                                      | خسوف القمر Penumbral 7 يوليو 2009 |
| --- | --------------------------------- |
| كان القمر يرعى الظل الجنوبي للأرض.                                                                                     |                                   |
| دورة ساروس | 110 [الإنجليزية] (71 of 72)       |
| جاما | -1.4915                           |
| المدة (hr:mn:sc) |                                   |
| Penumbral | 2:01:29                           |
| الإتصال (توقيت عالمي منسق)                                                                                             |                                   |
| P1 | 8:37:51                           |
| العظمى | 9:38:36                           |
| P4 | 10:39:20                          |
| هذا الخسوف القمري يخدش الحافة الجنوبية للظل شبه الظليل للأرض الذي يحدث عند العقدة الصاعدة لمدار القمر، في كوكبة الرامي |                                   |

حدث الخسوف الجزئي للقمر في 7 يوليو 2009، وهو الثاني من بين أربعة خسوفات للقمر في عام 2009. ولم يدخل هذا الخسوف إلا الطرف الجنوبي من الظل شبه الخفيف، وبالتالي كان من المتوقع أن يكون من الصعب جدًا ملاحظته بصريًا. كان خسوف القمر هذا هو سلف كسوف الشمس في 22 يوليو 2009.

## الرؤية
كان من المتوقع أن يتم رؤيته وهو يرتفع فوق أستراليا بعد الغسق في 7 يوليو ويغمر غرب أمريكا الشمالية والجنوبية في ساعات الفجر المبكرة في 7 يوليو.

## خسوفات ذات صلة

### السنة القمرية (354 يومًا).
هذا الخسوف هو واحد من خمس خسوفات للقمر في سلسلة قصيرة العمر. تتكرر سلسلة تقويم قمري بعد 12 مرة أو 354 يومًا (مع التحول إلى الوراء حوالي 10 أيام في سنوات متتالية). بسبب تحول التاريخ، سيكون ظل الأرض حوالي 11 درجة غربًا في أحداث متتالية.

### سلسلة ساروس
هذا الكسوف هو عضو في سلسلة Saros 110. وقع الحدث السابق في 27 يونيو 1991. الحدث التالي في 18 يوليو 2027 والذي سينهي السلسلة.

### دورة نصف ساروس
سوف يسبق خسوف القمر كسوف الشمس ويتبعه 9 سنوات و 5.5 أيام (دورة ساروس). يرتبط هذا الخسوف القمري بكسوفين جزئيين للشمس من سولار ساروس 117.
| 1 يوليو 2000 | 13 يوليو 2018 |
| ------------ | ------------- |
|              |               |

## روابط خارجية
- خسوف Penumbral للقمر: 2009 يوليو 07 نسخة محفوظة 1 يوليو 2010 على موقع واي باك مشين.